# Nowe Batorowo
Nowe Batorowo – wieś w Polsce położona w województwie warmińsko-mazurskim, w powiecie elbląskim, w gminie Elbląg. Leży na obszarze Żuław Elbląskich.
W latach 1975–1998 miejscowość administracyjnie należała do województwa elbląskiego.